# Rivière Kempt
Pour les articles homonymes, voir Kempt.
La rivière Kempt est un cours d'eau douce coulant au Sud de la péninsule gaspésienne, dans la région administrative de Gaspésie-Îles-de-la-Madeleine, au Québec, au Canada. Le cours de la rivière Kempt traverse les municipalités régionales de comté (MRC) de :
- La Matapédia : territoire non organisé de Routhierville, canton d'Assemetquagan ;
- Avignon : municipalité de Ristigouche-Partie-Sud-Est, cantons de Ristigouche ; et la municipalité de Pointe-à-la-Croix, canton de Mann.

La "rivière Kempt" est un affluent québécois de la rive nord de la rivière Ristigouche, s'y déversant face au secteur d'Atholville (Nouveau-Brunswick). La rivière Ristigouche coule vers l'est pour se déverser sur la rive ouest de la Baie-des-Chaleurs ; cette dernière s'ouvre à son tour vers l'est dans le Golfe du Saint-Laurent.
La partie inférieure de la "rivière Kempt" est accessible par la route 132 qui longe la rive nord de la rivière Ristigouche et de la Baie-des-Chaleurs ; puis par le chemin Kempt qui remonte vers le Nord en longeant le côté est de la rivière.

## Géographie
La "rivière Kempt" prend sa source de ruisseaux de montagne en zone forestière à 495 m d'altitude dans le canton d'Assemetquagan, dans le territoire non organisé de Routhierville. Cette source est située à :
- 0,3 km au Sud-Ouest de la limite du canton de Fauvel ;
- 22,6 km au Nord de la confluence de la "rivière Kempt" ;
- 2,4 km au Sud d'une courbe de la rivière Assemetquagan, un affluent de la rivière Matapédia.

La "rivière Kempt" coule vers le Sud, du côté Est de la Réserve indienne Restigouche et de la rivière du Loup (Restigouche), ainsi que du côté Ouest du ruisseau Fraser, du ruisseau du Moulin et de la rivière Matapédia.
À partir de sa source, le cours de la rivière descend sur 27,8 km selon les segments suivants :
- 5,1 km vers le Sud-Est dans le canton d'Assemetquagan, en formant une courbe vers le Sud-Ouest, jusqu'à un ruisseau (venant du Nord-Est) ;
- 4,0 km vers le Sud-Est, jusqu'à un ruisseau (venant du Nord-Ouest) ;
- 1,4 km vers le Sud-Est, jusqu'à la limite du canton de Ristigouche ;
- 2,1 km vers le Sud-Est dans le canton de Ristigouche, jusqu'à la limite du canton de Mann ;
- 1,0 km vers le Sud-Est, jusqu'à la limite du canton de Ristigouche ;
- 6,3 km vers le Sud-Est, jusqu'à la confluence de la rivière Kempt Est (venant du Nord-Est) ;
- 1,8 km vers le Sud-Ouest, jusqu'au pont du chemin Kempt ;
- 1,4 km vers le Sud-Ouest, jusqu'à la confluence de la rivière Kempt Ouest (venant du Nord-Ouest) ;
- 4,7 km vers le Sud-Est, en coupant le pont de la route 132 en fin de segment et le pont de chemin de fer du Canadien National, jusqu'à la confluence de la rivière[2].

La "rivière Kempt" se déverse sur la rive Nord de la rivière Ristigouche. À marée basse, le grès à la confluence de la "rivière Kempt" s'étend jusqu'à 0,3 km vers le Sud dans la rivière Ristigouche. Plusieurs îles sur la rivière Ristigouche sont situées en face de la confluence de la rivière Kempt, dont "Gillis Island" et "Murray Islands".
La confluence de la "rivière Kempt" est située à :
- 10,1 km au Sud-Ouest de la confluence de la rivière du Loup (Restigouche) ;
- 17,6 km à l'Est de la "Pointe aux Corbeaux", soit à l'extrémité Est de la péninsule de Miguasha qui s'avance vers l'Est dans la Baie-des-Chaleurs ;
- 6,2 km à l'Ouest du pont enjambant la rivière Ristigouche pour relier la ville de Campbellton (au Nouveau-Brunswick) et le village de Pointe-à-la-Croix (au Québec).

## Toponymie
Le toponyme "rivière Kempt" a été officialisé le 5 décembre 1968 à la Commission de toponymie du Québec